# Arsenal de Hanyang
L'arsenal de Hanyang (汉阳兵工厂) était l'un des plus grands et des plus anciens arsenaux modernes de l'histoire chinoise. Fondé en 1894 durant la Dynastie Qing, il fournit la Chine en fusils, cartouches, canons et obus durant des décennies. Il aide à armer la révolte des Boxers anti-occidentale en 1900, équipe les révolutionnaires du soulèvement de Wuchang, est agrandi par la République de Chine après la chute de la cour impériale, déménage dans l'arrière-pays en 1938 pour fuir l'avancée des Japonais durant la seconde guerre sino-japonaise, puis est définitivement démantelé en 1947 à la fin de la Seconde Guerre mondiale. Cependant, à l'approche de la victoire communiste dans la guerre civile chinoise, ses employés qualifiés fuient à Taïwan où ils constitueront la base des futurs arsenaux taïwanais.

## Histoire
Connu à l'origine sous le nom d'« arsenal du Hubei », sa création est décidée en 1891 par le responsable Qing Zhang Zhidong, qui détourne des fonds de la flotte de Nanyang (en) du Guangdong pour le construire. Il coûte environ 250 000 livres sterling et est construit en 4 ans. Le 23 avril 1894, la construction est achevée et l'arsenal, qui occupe quelque 160 000 m², peut démarrer la production de canons de petit calibre. Il fabrique des fusils alimentés par chargeur, des fusils à tir rapide Gruson et des cartouches.
Le 14 juin 1894, un accident industriel déclenche un incendie dans l'arsenal qui détruit tout le matériel et la plupart des structures de la manufacture, 1 000 000 $ de dommages sont signalés. En juillet de la même année, la reconstruction commence, et en août 1895, tout revient à la normale et l'arsenal commence la production de fusils M1888 Commission allemands, appelés localement « fusils Mauser Type 88 de 7,92 cm » (même si le fusil Commission n'est pas lié à Mauser), aujourd'hui connus sous le nom de fusils Hanyang 88 ou fusils Type 88. Dans le même temps, les munitions pour le fusil sont produites à raison de 13 000 cartouches par mois.
500 000 taels sont dépensés chaque année dans l'arsenal, qui produit des fusils Mauser et utilise de l'acier provenant des usines situées autour de Hanyang. Des mines de fer et de charbon entourent la région. 160 000 fusils Mausers sont commandés par l'armée chinoise, ainsi que des canons de montagne et des versions de petit calibre. De la poudre sans fumée est produite pour les armes à feu dans une usine à côté de la manufacture. L'arsenal lui-même produit 40 Mausers par jour et 6 canons de campagne par mois. Chaque jour en sort 300 obus, 35 000 cartouches de fusil et 1 000 livres de poudre sans fumée. Toute cette production est acheminée par le Yangzi Jiang jusqu'à Wuchang. Les fortifications de tout l'intérieur de Chine et des côtes reçoivent ces armes.
Durant la révolte des Boxers de 1900, l'arsenal fournit aux Boxers plus de 3 000 fusils et 1 million de cartouches. En 1904, la manufacture apporte plusieurs modifications à la conception du Type 88 et, parallèlement, sa capacité de production est portée à 50 fusils et 12 000 cartouches par jour. Pendant un temps, en 1910, l'arsenal passe à la production du fusil Type 68, au rythme de 38 par jour. La qualité des armes à feu produites à cette époque est généralement médiocre, car les fonderies d'acier locales sont souvent mal équipées et mal gérées.
En raison de sa proximité avec Wuchang, les révolutionnaires, lors du soulèvement de Wuchang de la révolution chinoise de 1911, s'équipent largement d'armes étrangères et fabriquées localement et stockées dans cet arsenal, quelque 7 000 fusils, 5 millions de cartouches, 150 lots de pistolets et 2 000 obus. L'arsenal, en appui à la révolution, passe à la vitesse supérieure et commence à produire des armes et des munitions jour et nuit.
La République de Chine élargi l'arsenal à plusieurs reprises et la production grimpe en flèche. La qualité, cependant, reste faible. En 1917, une école de formation est créée à côté de l'arsenal. En 1921, la production commence sur des copies de la Browning M1917 et du pistolet Mauser M1932 Broomhandle. En 1930, la conception du Type 88 est à nouveau modifiée, prolongeant la baïonnette. En 1935, une version de la mitrailleuse Maxim, la HMG Type 24, est produite, basée sur les plans du M08 allemand.
Alors que l'armée impériale japonaise s'approche de Hanyang et Wuhan en 1938, l'arsenal est contraint de déménager dans le Hunan, une partie de ses actifs étant transférée vers divers autres arsenaux à travers le pays. Au Hunan, il poursuit la production du fusil et de la carabine Type 88, ainsi que de la version chinoise de la Karabiner 98k, le fusil Tchang Kaï-chek, autrement appelé « fusil de style Type Chungcheng ».
Avec la victoire des Alliés en 1945, les commandes à l'arsenal s'arrêtent progressivement et, le 1er juillet 1947, l'arsenal est fermé. Une grande partie de l'outillage de l'arsenal est déplacée à Chongqing, où elle sert de base à la production d'armes ultérieure, Chongqing Jianshe étant l'une de ces entreprises de fabrication. De nombreux employés qualifiés sont transférés à Taïwan où ils formeront la base des arsenaux taïwanais d'aujourd'hui.

## Armes produites
- Fusil Type 88
- Fusil Type 68
- Fusil Tchang Kaï-chek Type 24
- Mitrailleuse Type 24

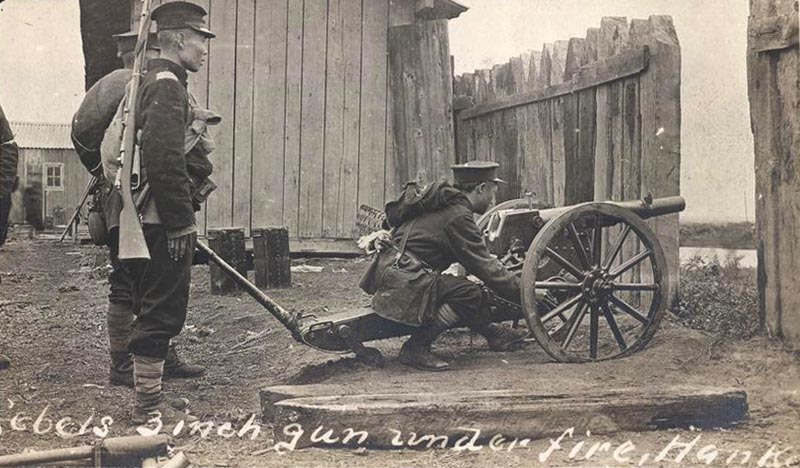
Un canon de 57 mm produit par l'arsenal de Hangyang.

- Pistolet Mauser C96 en calibre 7,63 mm et 7,65 mm
- Mitrailleuse Type 30
- Fusil Général Liu, un des premiers fusils semi-automatiques, devait être produit à Hanyang, mais seul un petit nombre de prototypes ont été fabriqués[6],[7],[8]